# Hypena excurvata
Hypena excurvata là một loài bướm đêm trong họ Erebidae.